# Crithagra rufobrunnea
El serín de Príncipe (Crithagra rufobrunnea) es una especie de ave paseriforme de la familia Fringillidae.

## Distribución geográfica
Es endémica de Santo Tomé y Príncipe.

## Subespecies
Se reconocen las siguientes:
- C. r. rufobrunnea (Gray, 1862) : Isla de Príncipe
- C. r. thomensis (Bocage, 1888) : Isla de Santo Tomé
- C. r. fradei Naurois, 1975 : islote Carozo